# 映画 魔法つかいプリキュア! 奇跡の変身!キュアモフルン!
『映画 魔法つかいプリキュア! 奇跡の変身!キュアモフルン!』（えいが まほうつかいプリキュア! きせきのへんしん!キュアモフルン!）は、2016年10月29日に公開された日本のアニメ映画。タイトルが長いため、『映画まほプリ』などと略されることもある。
キャッチコピーは｢一緒にいたいモフ♥その願いが100年に一度の奇跡をおこす!｣。

## 概要
「プリキュアシリーズ」映画作品の第21弾であり、『魔法つかいプリキュア!』のレギュラー単独映画作品。2016年4月に朝日放送傘下として設立された「ABCアニメーション」が、初めて制作に加わったプリキュアシリーズの映画作品でもある。本作品では花海ことは（はーちゃん / キュアフェリーチェ）をはじめ、「魔法学校」の校長や生徒のジュン・ケイ・エミリー、魔法商店街のフランソワなど魔法界の住人が映画初登場するほか、パートナー妖精のモフルンが映画オリジナルのプリキュアに変身するという展開が盛り込まれている。
物語は魔法界で100年に一度行われる大魔法フェスティバルで、願いの石に選ばれたモフルンを中心に描かれる。モフルンを物語の基軸にしたことについて、プロデューサーの神木優は、「TVシリーズを見ている子供たちが、一番「見てみたい」と思うのは、一体何だろう?という所から始めており、身近なキャラクターに何かが起きたり、今まで知らなかった秘密が明かされる、そういう展開になると面白いのでは」という観点から企画を立案し、その流れで「モフルンがプリキュアになる」という提案も行ったとしている。
プロデューサーの神木をはじめ、監督は田中裕太、脚本は田中仁と、前年シリーズの『Go!プリンセスプリキュア』のメインスタッフが手がけている。田中裕太の監督起用について神木は「信頼しているからというところに尽きる」というのに加え、「丁寧な心理描写が得意な演出家だと思っており、ちょっとしたすれ違いやちぐはぐ感を嫌味なく描いてもらえるのではないか」と、演出面での評価を挙げており、田中も「テレビシリーズが終わってすぐに、監督の話が来るとは思っていなかった。ただ、プリキュアの秋の劇場版は一度やってみたいと思っていたので、引き受けさせていただいた。脚本は神木さん的にも（田中）仁さんでいきたいという意向があり、全く異存はなかった。一年間一緒にテレビシリーズを作ったので、やりやすい」と引き受けた経緯などについて語っている。キャラクターデザイン・作画監督は『映画 ドキドキ!プリキュア マナ結婚!!?未来につなぐ希望のドレス』以来となる上野ケンが担当する。
2016年3月公開の『映画 プリキュアオールスターズ みんなで歌う♪奇跡の魔法!』本編上映終了後の特報において、本作品で劇中でみらい・リコ・モフルンが着る洋服のデザインを募集するコンテストを実施、グランプリ作品が劇中で使われている。さらに、モフルンを中心に物語を描いたことから、熊本県PRマスコットキャラクターのくまモンをはじめ、長野県PRキャラクターのアルクマ、北海道応援キャラクターのコアックマとアックマ、名鉄運輸の企業ロゴキャラクターのこぐまなど、全国各地のクマキャラクター10体がゲスト出演し、大魔法フェスティバルの来場者として現れたり、プリキュアたちを応援する。また、本作品のオリジナルキャラクターであるクマタ、および敵役のダークマター（シャドウマター）にはシリーズ初参加となる浪川大輔が起用される。
前年の『映画 Go!プリンセスプリキュア Go!Go!!豪華3本立て!!!』で上映された『キュアフローラといたずらかがみ』に続く形で、CG短編作品『キュアミラクルとモフルンの魔法レッスン!』が同時上映されており、本作品のテーマソングで、長編の挿入歌としても用いられる「正しい魔法の使い方」をAKB48の渡辺麻友が担当する。小学生の頃からのプリキュアシリーズのファンで、現在でもカラオケで毎回主題歌を歌ったり、東京駅一番街にある公式ショップ「プリティストア」にグッズを買いに行くと公言している渡辺は「話を聞いた時は嬉しくて夢かと思うくらいでした」と語っており、起用利用について神木は「お子様たちに、映画館でも踊って楽しんでいただけるテーマソングを作りたい!ということで、お子様から大人まで幅広い世代に人気があり、女の子の憧れのアイドルである渡辺さんにお願いさせていただくことが決まりました」と語っている。この他にプリキュア役の4人が歌う挿入歌と、みらい役の高橋李依とモフルン役の齋藤彩夏による挿入歌も使われている。
映画では恒例となっているミラクルライトによる鑑賞者参加型システムは継続され、本作品では発光部がモフルンのミニフィギュアとなった「ミラクルモフルンライト」が中学生以下の子供に配布される。これも恒例となっている「冒頭プロローグ部分でのミラクルライトの使用解説」はプリキュアの3人とモフルンに加え、ジュン・ケイ・エミリーの3人も参加して行われている。このほか、招待状型になったシールセット「キラキラ招待状シール」も全国合計30万枚配布される。また、前売券では初めて限定グッズとして、オリジナルのリンクルストーン2種のうちいずれか一つを各8万個特典としてプレゼントしている。
本作品の上映最後には、2017年3月上映予定の映画新作『映画 プリキュアドリームスターズ!』の特報が流された。

### 興行成績等
2016年7月16日に発売を開始した前売券は、発売初日2日間の累計販売枚数が31,740枚（親子ペア、小人、大人の3券種の合計販売枚数）を記録し、前年の『映画 Go!プリンセスプリキュア』と比較して423.1%を記録、秋公開のレギュラー単独作品では歴代1位、春のプリキュアオールスターズシリーズなどを含めた全21作品の中でも歴代3位となる好調な売れ行きを見せた。またローソンなどに設置のLoppiで販売されるLoppi限定グッズ付き前売券も前作比126.1%となっている。売れ行きの要因として、オリジナルのリンクルストーンが特典として付属することや、発売直前に情報が公開され、前述の通り渡辺麻友のテーマソングへの起用やモフルンがプリキュアに変身するという内容が話題となったことなどが挙げられている。
2016年10月29・30日の公開初日2日間では、全国213スクリーンで13万9830人を動員し、興収1億6226万200円を記録、映画観客動員ランキング（興行通信社調べ）で初登場第4位を記録した。これは前年比126%の記録となる。ぴあによる初日満足度ランキングでも満足度92.0を獲得し、第3位に入っている。また、11月1日までの上映時点でシリーズ累計観客動員が1500万人を突破している。最終興収も6億7000万円と、前年に比べて回復傾向が見られる結果となった。

## ストーリー
魔法界に伝わる、どんな願いも叶えてくれるという伝説の「願いの石」。その復活を祝うため100年に一度開かれるという「大魔法フェスティバル」にみらいたちはやってきた。願いの石に向かって願い事をしていたところ、その石の力に選ばれたのはモフルンだった。しかし、モフルンは自分としての願いはなく、むしろみらいたちの願いを叶えて欲しいという。
その最中突然現れた謎のクマ、ダークマターがフェスティバル会場を襲う。みらいたちはプリキュアとなって応戦するが、ダークマターには刃が立たない。そしてダークマターは自らの願いを叶えさせるために願いの石を強奪した上にモフルンを連れ去ってしまい、みらいとリコはプリキュアに変身出来なくなってしまう。
みらいたちはモフルンを救うため探しに出ることになり、モフルンもダークマターの元から逃げ出した先のクマたちが住む森で出会った、クマの男の子・クマタと交流するが、そうした中でみらいもモフルンも今自分が本当に願うことを感じるようになる。そして、みらいと再会したとき、モフルンのある願いが石に通じ、奇跡をおこすことになる。

## 登場人物

### テレビシリーズからの登場人物
キュアモフルンは映画限定のプリキュア。その他のテレビシリーズ登場キャラクターの基本的な設定については当該項目を参照。下記以外にも魔法商店街の人々や魔法学校の生徒達、人魚の里のロレッタ・ドロシー・ナンシー・シシー、魔法の森のペガサスなどの動物たちも台詞はないながらも一瞬登場している。
朝日奈 みらい（あさひな みらい） / キュアミラクル
声 - 高橋李依
テレビシリーズの主人公で、モフルンの元の持ち主。
ナシマホウ界でドンヨクバールを倒した直後、流れ星を見つけたとき、「願い事を3回唱えると願いがかなう」という言い伝えをリコとことはに教えるが、みらい本人の願いがなんなのか自分でも分からず、それは大魔法フェスティバルにおいても変わらなかった。そんなおり、ダークマターが願いの石を強奪しに来たのを受けてプリキュアとなって応戦するが、全く歯が立たず願いの石を奪われ、モフルンも連れ去られてしまう。
連れ去られたモフルンを探すため、一人でほうきに乗って飛びだして行ってしまい、昼夜を問わず探し続けたときに落下していたところをリコに発見され、後から合流してきたことはを含めた3人でモフルンを探す事になる。その最中、流星群を見たとき、幼いときに元のぬいぐるみだったモフルンと一緒に見た流星群を思い出し、自分の今の願いが「モフルンと一緒にいたい」ということである事を悟り、リコに促される形でダークマターのアジトにたどり着き、モフルンと再会し自らの真意を伝える。
キュアモフルンがダークマターとの戦闘でリンクルストーンを破壊され、元の動かないぬいぐるみのモフルンになったのを見て打ちひしがれるが、シャドウマターが暴走し魔法界を襲い始めると、モフルンの声を聞き取り、懸命に呪文を唱えてシャドウマターの暴走を止めようと立ち上がる。
十六夜 リコ（いざよい リコ） / キュアマジカル
声 - 堀江由衣
大魔法フェスティバルにおいてはナビゲーション用の水晶を使って会場内を案内するなど、張り切って行動している。
モフルンを探すために飛び出したみらいを探し、見つけた際には心配のあまりみらいを叱りつける一方、みらいが自分の願いを悟ったときにはモフルンに直接伝えるよう促したり、ダークマターの襲撃を受けたときには自ら盾となってみらいをモフルンの元へ行かせたりしている。
花海 ことは（はなみ ことは） / キュアフェリーチェ
声 - 早見沙織
リコの願い事が魔法の本であることを聞き、「自分もそれにする」と流れ星や願いの石に向かって必死に願い事をしている。また、フェスティバル会場ではキュアッププリンで特大のプリンアラモードを出したり、サーカスのフレアドラゴンと共に魔法で芸を披露するなど、普段通りの天真爛漫さを見せている。
リコと共にみらいを見つけた際には、みらいやモフルンのことを慮った言葉をかけるなど、思いやりを見せる。また、モフルンがいないためプリキュアに変身できないみらいとリコとは異なり唯一単独で変身できることから、プリキュアとなって彼女達を守るために戦う。
モフルン / キュアモフルン
声 - 齋藤彩夏
この映画の実質的な主役。
願いの石に願ったところ、その想いが願いの石に認められ願いを叶えてもらえることになるが、モフルン自身は叶えてもらいたい願いはなく、むしろみらいたちの願いを叶えて欲しいと願っていた。その時にダークマターの襲撃を受け、さらわれてしまうが、彼のアジトから逃げ出し、クマが大量に住む森にたどり着き、クマたちと交流と持つ。
そのクマの森でクマタと出会い、彼を恐れることなく仲良くなろうとするが、みらいたちの元に戻ろうとした際、クマタの正体がダークマターと知り、「おとなしくしていればプリキュアに危害を加えない」という条件を突きつけられ、みらいたちを守るためにも留まることを決めるが、みらいから彼女の真意を聞かされると、モフルン自身も「みらいと一緒にいたい」、そしてみらいがダークマターの攻撃を受けて「みらいを助けたい」という本当の願いを願うようになり、願いの石がそれに応えモフルンに力を与えた事によって、みらいと瓜二つな人の姿へ変わり、プリキュアへと変身する。
ダークマターとの戦いの中で、彼の過去を知り、さらにクマタとのやりとりを思い出すことで、彼が孤独に苛まれていたと知った瞬間、ダークマターの拳がモフルンのリンクルストーンを砕いたことで、モフルンは行動出来なくなるだけでなく、本来のぬいぐるみに戻ってしまう。しかし、シャドウマターの暴走を懸命に止めようとするみらいたちの魔法と、魔法界の人々がミラクルライトに願いをこめたことで、願いの石の再生と共に復活する。
校長
声 - 内田夕夜
大魔法フェスティバルで願いの石の復活の儀式で進行を務めるほか、ミラクルライトを使う場面ではその指示を行っている。
魔法の水晶 / キャシー
声 - 新井里美
教頭
声 - 鳳芳野
アイザック
声 - 桜井敏治
リズ
声 - 名塚佳織
ジュン
声 - 金田アキ
ケイ
声 - 吉岡麻耶
エミリー
声 - 橋本ちなみ
フランソワ
声 - 石井真

### 本作品のオリジナルキャラクター
クマタ
声 - 浪川大輔
モフルンが連れ去られた先の不思議な森にひとりぼっちで住む、首に赤いスカーフを巻いた黒いクマの男の子。
自分を怖がらないモフルンと出会ってから次第に友だちになりたいと願うようになる。魔法を使うのが上手。
その正体は本作品の黒幕である「ダークマター」であった。詳細はダークマターの項目へ。
シャドウマターがプリキュアによって倒されたあと、クマタ自身は魔法の能力が消滅したと同時に普通のクマとなり、勇気をだしてクマたちに接触して少しずつ周囲から受け入れられるようになった。この際、モフルンからみらいたちの仲間になるよう要求されているが、結果的に断っている。
のちにテレビシリーズの最終回で台詞無しではあるが、1カットのみ登場している。
森のくま
ダークマターから逃げ出したモフルンがたどり着いた先の森に住むクマたち。最初はモフルンを警戒していたが、その後モフルンと仲良くなり遊んだり踊ったりした。その一方でクマタに対しては恐れのあまり姿を見た途端隠れてしまう。
子グマ
声 - 菊地美香
モフルンと最初に仲良くなったクマの女の子。他のクマと異なりクマタを警戒するそぶりも無かった。ラストシーンではクマタに声をかけて仲良くなる。
フレアドラゴン
声 - 山本祥太
大魔法フェスティバルのサーカスバルーンにいた、白い毛並みのドラゴン。炎を吐いてハート状にしてそこから光へと変化させるなどの曲芸を見せる。この時たまたまことはがドラゴンの意志を感じ、フレアドラゴンと共に魔法で芸を披露して喝采を浴びることになる。
キュアフェリーチェによってカゲドラゴンの状態から解放されてからはプリキュアたちの移動手段となる。
キャラクターイメージとしては『ネバーエンディング・ストーリー』のファルコンのイメージがあり、そのため犬のような顔をしている。
カゲドラゴン
ダークマターが使役する黒いドラゴン。強力な火炎を発射して攻撃する。
その正体はダークマターの魔法によって姿を変えられたフレアドラゴンで、キュアフェリーチェが戦っている際にその正体を察し、ピンクトルマリンの力によって浄化、元の姿へと戻した。

### 本作品の敵
ダークマター
声 - 浪川大輔
本作品における事件の首謀者。アイマスクをつけた黒色が基調のクマのような男性怪人。一人称は「オレ」。
ベルトや宝石をつけている緑色のロングコートと黄緑色のベストを着用しており、ブカブカな黄色のズボンを履いているほか、頭部には赤色のスカーフを巻きつけた茶色の小さいシルクハットをかぶっている。
実は終わりなき混沌・デウスマストの眷属あるいはその類の存在である。遙かな昔、突発的に封印から解放された影響でデウスマストの眷属としての記憶が抜け落ち、自分の正体がわからぬまま魔法界の住人たちに魔法（厳密にいえばムホー）を通して交流をもとうとしたが、自身の怖い姿が原因で周囲から避けられて忌み嫌われるようになり、その結果魔法界の住人たちそのものを憎悪するようになった経緯をもつ。また、「人々から悪のクマ・悪魔として恐れられたが、いつしか姿を消した」とダークマターについて記された古代の書物が存在する。
現在は、自身の悲願である「すべての魔法つかいの消滅」という目的を果たすため、願いをかなえる能力をもつ「願いの石」を強奪しようと目論む。
戦闘能力は非常に高く、キュアミラクルを圧倒するだけでなく、キュアミラクルとキュアフェリーチェの2人がかりの攻撃すら通用しないほどの防御力をほこる。また、炎や風の系統の強力な魔法を発動することもできるほか、クマの影のような姿をした幻影の手下たちを生みだすこともできる。
物語序盤にて、魔法界で開催された「大魔法フェスティバル」に突如として出現し、願いの石とその石に選ばれたモフルンを連れ去る。そのあと、逃亡の末にクマが住む森に迷い込んだモフルンの前に出現した際には、仮の姿である「クマタ」の姿となってモフルンに友好的に接触して友情を感じるようになり、「おとなしくしていればプリキュアに危害を加えない」という条件を突きつける。
物語中盤にて、モフルンを救出するためにやってきたみらいたちと交戦になり、モフルンのところへと向かうみらいを妨害するが、モフルンが「みらいを助けたい」という想いによってキュアモフルンへと覚醒したことでみらいたちを奪還され、モフルンを「裏切り者」とみなして怒りの感情を露わにし、ついには自身の手ですべての魔法つかいを消滅させようと暴走する。
物語終盤にて、キュアモフルンとの激闘の末、自身の攻撃によって元のぬいぐるみの姿になったモフルンをみて嘆き悲しみ、自身の魔法の能力そのものが嫌になり、その感情が暴走して身体から魔法の力が抜けだしてクマタの姿へと退化し、抜けだした魔法の力は「シャドウマター」という闇の化身になって暴走する。
クマタの姿へと退化したあとの詳細は「クマタ」の項目へ。
シャドウマター
声 - 浪川大輔
ダークマターの魔力が具現化した姿と名であり、ダークマターの負の感情そのもの。本体のダークマターの意志とは完全に独立して行動する。本作品の実質的な最後の敵である。
紫色をしたクマの影のような姿をしており、表向きは巨大な姿をしているが、その巨大な身体の中には本体といえる等身大のシャドウマターがいる。
その戦闘能力と破壊力は強大であり、本体であるダークマターをも軽く凌ぎ、キュアミラクル、キュアマジカル、キュアフェリーチェ、キュアモフルンを圧倒するだけでなく、すべての魔法を無力化できる能力をもつ。
物語終盤にてダークマターの身体から出現し、すべての魔法つかいを消滅させるために破壊活動を強行するが、魔法界の住人たちの応援によってプリキュアに変身した彼女たちと交戦になり、トパーズスタイルの能力で10人になったプリキュアたちとの激闘の末、「ハートフルスタイル」へと強化したプリキュアたちの必殺技である「プリキュア・ハートフル・レインボー」を受けて消滅した。

#### 怪物
ドンヨクバール
声 - 山本祥太
オープニングに登場する風船をつけた神輿型のドンヨクバール。プリキュアとの戦いの末、キュアミラクルとキュアマジカルの必殺技である「プリキュア・ダイヤモンドエターナル」を受けて浄化される。召喚者については描写されていない。

### その他
いずれも「クマ応援団」としてのゲストキャラクターで、声優は設定されていない。大魔法フェスティバルに参加するほか、ダークマターとの戦いではミラクルライトを振ってプリキュアたちを応援する。
あべのべあ
あべのハルカス展望台「ハルカス300」公式マスコットキャラクター。
アルクマ
長野県PRキャラクター。
くまモン
熊本県PRマスコットキャラクター。
コアックマ&アックマ
北海道応援キャラクター。
こぐま
名鉄運輸企業キャラクター。
ゾンベアー
北海道小樽市非公認PRキャラクター。
ハンバーグマのグーグー
日本ハンバーグ協会会長、静岡県西部「食べよう!!ハンバーグの会」会長。
ぽすくま
日本郵便オリジナルキャラクター。
ポテくまくん
埼玉県秩父市イメージキャラクター。

## 本作品のプリキュア
本作品では、テレビシリーズに登場する3人に加え、映画オリジナルの4人目のプリキュアとして、モフルンが変身するキュアモフルンが新たに登場する。また、本作品の強化フォーム（スーパープリキュア）としてハートフルスタイルが登場する。

### キュアモフルン
モフルンが変身するプリキュア。モフルンの「みらいと一緒にいたい、みらいを助けたい」という想いが願いの石に通じ、奇跡の力で人の姿を得た上で変身する。変身時の名乗りは「モフモフモフルン!キュアモフルン!」。4人揃っての名乗りの際にはミラクルとマジカルの頭上にジャンプして浮いている形になる。
キービジュアルで描かれている基本の姿であるモフルンスタイル（ミラクル・マジカルにおけるダイヤスタイルに相当）は黄色を基調色とし、胸元にはモフルンリンクルストーン（復活後はハートフルリンクルストーン）をつけており、元のモフルンの顔が丸いことから丸みを帯びたシルエットにするため髪型を丸くデザイン、さらにモフルンの特徴である丸い耳や手の肉球のマーク、目にある星形のハイライトも取り入れられている。また、元がぬいぐるみという無生物で性別はないという設定である事から、中性的な印象を持たせるため、通常のプリキュアで用いられることの多いスカートではなくかぼちゃパンツを穿いている。
戦闘スタイルは、その小柄な姿を活かした機動力を重視しており、飛び跳ね回りながらダークマターを攻撃するほか、魔法のほうきを複数生み出しミサイルのように発射する、ほうきを連結させて巨大なほうきを生成するなどの魔法も使うことができる。また、シャドウマターとの戦いではミラクル・マジカルと共にルビー・サファイア・トパーズの各スタイルにも変身し、ルビースタイルではその強力なパワーでシャドウマターからの押さえつける攻撃を持ち上げただけでなく火炎攻撃も発しており、サファイアスタイルでは高速空中戦を展開、トパーズスタイルでは攻撃を受けそうになったプリキュアたちを光の玉を変化させた傘状のバリアーで防ぎ、ミラクル・マジカルと巨大なプリン状のシールドでシャドウマターを包んだほか、光の玉を使ってミラクルとマジカルの各スタイルの分身（ミラクルとマジカルは各自のルビーとサファイア両スタイル、モフルンはダイヤスタイルのミラクルとマジカル）を生成している。
公開直後に放送されたテレビシリーズ第39話において、津成木町で開催されたハロウィン会場で、みらい達から仮装テーマを聞かされたモフルンが「プリキュアになりたい」と言ったのをきっかけに、あくまで仮装という形であるがことはの魔法でキュアミラクル（ダイヤスタイル）の衣装を着用したこともあり、このくだりではキュアモフルンの名称にも触れられている。のちに2018年放送の『HUGっと!プリキュア』のテレビシリーズ第37話では下半身のみであるものの、テレビシリーズとして初めて登場を果たし、2023年9月公開の『映画 プリキュアオールスターズF』では、『スマイルプリキュア!』のロイヤルキャンディ（キャンディ）・『キラキラ☆プリキュアアラモード』のキュアペコリン（ペコリン）・『デリシャスパーティ♡プリキュア』のコメコメ（映画『夢みる♡お子さまランチ!』でのお子さまランチドレス形態）と共に同映画オリジナル妖精のプーカをキュアプーカへと変身させる光の姿で登場した。さらに2025年1月期のテレビアニメ第2期『魔法つかいプリキュア!!〜MIRAI DAYS〜』最終話では一時的にキュアモフルンに変身し、クロノウストに対しミラクルたちと戦っている。また、2018年秋公開の『映画 HUGっと!プリキュア♡ふたりはプリキュア オールスターズメモリーズ』のパンフレットでは『映画 プリキュアオールスターズNewStage みらいのともだち』以降のクロスオーバー映画シリーズに登場するキュアエコーとともに紹介されている。

### ハートフルスタイル
本作品におけるスーパープリキュアで、テレビシリーズでの「魔法つかいプリキュアオーバーザレインボー」の派生形態。ミラクルライトの応援の力を受けてハートフルリンクルストーンが力を発揮し、レインボーキャリッジにはめることで変化する。ミラクル・マジカル・フェリーチェの3人はアレキサンドライトスタイルを元にピンク色の羽がつけられ全体的にピンクがかっており、キュアモフルンも3人に合わせる形でモフルンスタイルを元に姿を変化させ同様にピンク色の羽がつけられている。また4人ともハートフルリンクルストーンを胸元につけている。

#### 合体技
プリキュア・ハートフル・レインボー
テレビシリーズにおける「プリキュア・エクストリーム・レインボー」の映画バージョンで、プレシャスブレスを装着してレインボーキャリッジを操作し、魔法陣を呼び出して虹色の光線を出すのは変わらないが、用いるリンクルストーンがアレキサンドライトではなくハートフルリンクルストーンであること、キュアモフルンも加わっていること、発動の際に唱える言葉が（キュアミラクル）「出会えた奇跡と」（キュアマジカル）「惹かれあう魔法と」（キュアフェリーチェ）「そこから紡がれる幸せを」（キュアモフルン）「諦めないモフ！」に変更されていることが差異としてあげられる。
4人で使用しているため、テレビシリーズにおけるエクストリーム・レインボーよりも強力である。

## 作品用語
ミラクルモフルンライト
本作品におけるミラクルライトで、先端の発光部は透明なモフルンのミニフィギュアになっており、本体にあるスイッチもクマの形状となっている。
ライトを点灯させることで使っている人物の願いの大きさを風船として浮かび上がらせることができ、その風船によって願いの石が誰の願いを叶えるか判断する。
中盤ではみらいたちとモフルンそれぞれが風船を浮かび上がらせ、みらいたちがモフルンの風船を見つけたことからモフルンの居場所を知る手がかりとなった。
終盤では魔法界の人々が願いをこめたことで大量の風船が集まり、その願いの力で願いの石が復活、みらいたちをプリキュアに変身させ、モフルンを再び動けるようにした。
最終決戦では校長の「願いを言葉に、言葉は魔法に、魔法は奇跡を呼ぶ」の号令のもと、魔法界の人々やクマタ、フェスティバルを訪れていたクマ応援団が声を上げて応援しライトを振ることで願いの石とプリキュアたちに力を与え、ハートフルスタイルへと変化させた。
願いの石（ねがいのいし）
本作品の物語の核となる、魔法界に伝わる伝説の石。石の花の塔の先端にあり、100年に一度復活し、純粋で強い想いを持つ1人だけの願いを叶えるとされている。
モフルンリンクルストーン
願いの石がモフルンの願いに呼応して姿を変えて誕生したリンクルストーン。円形で金色のとんがり帽子状の台座に願いの石が配置され、これによってモフルンはキュアモフルンへと変身する。
キュアモフルンとダークマターとの戦いの末にダークマターの攻撃を受けて破壊され消滅する。
ハートフルリンクルストーン
魔法界の人々の願いがミラクルライトによって集まったことで、願いの石が復活した際に現れたリンクルストーン。淡いピンク色をしたハート型の台座の中央に願いの石が配置されている。
最終決戦ではミラクルライトによる応援の力を得てより強い力を持ち、レインボーキャリッジに装着してハートフルスタイルへと変化させ、プリキュア・ハートフル・レインボーを放つ。
戦いが終わった後は力を使い果たして消滅、100年後の復活まで再び眠りにつく。
大魔法フェスティバル（だいまほうフェスティバル）
願いの石の復活を祝して行われる、魔法界最大の祭典。石の花の塔を中心に会場は風船に包まれており、メイン会場の「願いの石のバルーン」のほか、魔法界の最新ファッションを網羅しフランソワも出店している「アパレルバルーン」、魔法界中の料理が食べられる「フードコートバルーン」、様々な魔法のほうきが展示されている「博物館バルーン」、無数の魔法の本が所蔵されている「図書館バルーン」などで構成されている。
キュアッププリン
フードコートバルーンで売られているプリンで、販売されているときの形状は江崎グリコの「プッチンプリン」と変わらないが、魔法を唱えながらカップの底の爪を折ってプリンを出すと様々なプリンアラモードに変化する。グリコとの正式なタイアップで登場している。
ヤナオニの実
みらいたちがモフルンを探している際に食べていた果実。食べると栄養満点だが、種をかじると強烈な臭いを発するため、種は食べないようにするのが基本となる。その注意を聞く前にことはが食べたときに種をかじってしまい、みらいとリコも臭いの被害に遭い、みらいに至っては悶絶してしまう。
ダークマターによって水晶に閉じ込められたリコを助けようとした際、たまたまみらいの服のポケットにこの実があったことから、みらいが種ごと食べて臭いを発したことで、その臭いにリコが反応、水晶を破壊して助け出せることが出来た。

## スタッフ
- 製作 - 高木勝裕、村松秀信、西出将之、垰義孝、野田孝寛、中山晴喜、木下直哉
- 企画 - 神木優、西出将之
- 企画協力 - 野下洋、高橋知子、遠藤理紗、内藤圭祐
- 原作 - 東堂いづみ
- 漫画 - 上北ふたご（講談社「なかよし」連載）
- 監督 - 田中裕太
- 助監督 - 古家陽子
- 絵コンテ - 田中裕太、なかの☆陽、古家陽子
- 脚本 - 田中仁
- キャラクターデザイン - 宮本絵美子、上野ケン
- 作画監督 - 上野ケン
- 美術監督 - 西田渚
- 色彩設計 - 竹澤聡
- 撮影監督 - 安西良行
- CGディレクター - 高橋友彦
- エンディングCGディレクター - 小林真理
- CGプロダクションマネージャー - 高橋真樹
- 音楽 - 高木洋
- 音楽協力 - マーベラス、ライトソング音楽出版、東映アニメーション音楽出版、プロダクション尾木、ソニー・ミュージックレコーズ、レガートミュージック、ベリーグー、サウンド・シティ
- 音楽プロデューサー - 堤健一郎、鎌田佳代子、犬塚舞
- 編集 - 麻生芳弘
- 録音 - 川崎公敬
- 選曲 - 水野さやか
- 音響効果 - 石野貴久
- 音響製作 - タバック
- 録音スタジオ - 東映デジタルセンター
- 記録 - 橋口舞子
- 演技事務 - 川島直樹
- キャスティング - 大山恵子
- 制作進行 - 澤守洸
- 製作担当 - 大町義則
- アニメーション制作 - 東映アニメーション
- 制作 - 映画魔法つかいプリキュア!製作委員会（東映アニメーション、東映、ABCアニメーション、バンダイ、アサツー ディ・ケイ、マーベラス、木下グループ）

## 同時上映

### 短編概要
『キュアミラクルとモフルンの魔法レッスン!』は、3DCGによる同時上映の短編作品で、タイトルの通りデフォルメキャラと化したキュアミラクルとモフルンがミラクルライトを使って魔法のレッスンを行うという5分程度の作品となっている。ストーリーの後半ではキュアミラクルとモフルンがテーマソングに合わせてダンスを披露する。
短編のコンセプトについて、プロデューサーの神木は、「「魔法をかけたい」という感情は、見ている子供たちにとって大きなポイントのひとつ。今回の短編ではそういう「体験」をできれば」としている。また、これまでのCGでは難易度が高かった自然の表現に挑戦しており、周りの風景に草木が出てくるなど、表現としても一歩踏み込んだ作品となっている。収録に当たっては初期段階でプレスコで行っており、それを元にして表情や口の動きをリアルに表現している。
なお、映画上映時およびこれを元にした映像ソフトやテレビ放送時は、「冒頭プロローグ部分でのミラクルライトの使用解説」のあとに本作品が流れるが、各種配信サイトでの動画配信では『キュアモフルン』本編の後に本作品が来る構成となっている。

### 短編の登場人物
キュアミラクル
声 - 高橋李依
劇中では魔法を使ってモフルンを巨大化させたり、モフルンを『長靴猫シリーズ』のペロの姿に変えたりしている。
モフルン
声 - 齋藤彩夏
劇中では魔法でモフルンが辺り一面に花を咲かせると同時にミラクルを前シリーズ『Go!プリンセスプリキュア』のキュアフローラの姿に変えたり、ミラクルの身体を風船に包んだりしている。エンディングダンスではモフルンが増えるほか、前述の巨大なモフルンも登場する。
ハチ
声 - なし
ミラクルの魔法によって尻尾が風船になって空に飛ばされたモフルンがハチの巣に当たったことで、モフルンの風船を割りにかかる。エンディングダンスでも一緒に踊る姿が見られる。

### 短編スタッフ
- 製作 - 高木勝裕、村松秀信、西出将之、垰義孝、野田孝寛、中山晴喜、木下直哉
- 企画 - 神木優、西出将之
- 企画協力 - 野下洋、高橋知子、遠藤理紗、内藤圭祐
- 原作・脚本 - 東堂いづみ
- 監督 - 真庭秀明
- 演出・CGディレクター - 日向学
- 音楽 - 高木洋
- CGプロデューサー - 氷見武士
- テクニカルディレクター - 佐藤直樹
- キャラクターデザイン - 真庭秀明、林沙樹
- オリジナルキャラクターデザイン - 宮本絵美子
- アートディレクター - 真庭秀明
- 絵コンテ - 真庭秀明、日向学
- キャラクターアーティスト - 林沙樹
- リギングアーティスト - 守富在美
- CGモデリングアーティスト - SeongChoon Chan、八巻豊
- リードアニメーター - 関祖輝
- リードエフェクトアーティスト - 渡邊亮太
- リードコンポジットアーティスト - 鎌田匡晃、芦野健太郎
- プロダクションマネージャー - 高橋麻樹
- 録音 - 林奈緒美
- 音響効果 - 石野貴久
- 音響製作 - タバック
- 録音スタジオ - 東映デジタルセンター
- 音楽協力 - マーベラス、東映アニメーション音楽出版、ライトソング音楽出版、プロダクション尾木、ソニー・ミュージックレコーズ、レガートミュージック
- 音楽プロデューサー - 堤健一郎、鎌田佳代子、犬塚舞
- アニメーション制作 - 東映アニメーション
- 制作 - 映画魔法つかいプリキュア!製作委員会（東映アニメーション、東映、ABCアニメーション、バンダイ、アサツー ディ・ケイ、マーベラス、木下グループ）

## 主題歌
オープニングテーマ「Dokkin♢魔法つかいプリキュア！Part2」
作詞 - 森雪之丞 / 作曲 - 奥村愛子 / 編曲 - 中村博 / 歌 - 北川理恵
オープニングでの対ドンヨクバール戦で流され、同時にみらいによる各キャラ（プリキュア3名とモフルン）の紹介ナレーションが入る。
エンディングテーマ「魔法アラ・ドーモ！」
作詞 - 只野菜摘 / 作曲 - 前山田健一 / 編曲 - サイトウヨシヒロ / 歌 - キュアミラクル（高橋李依）・キュアマジカル（堀江由衣）・キュアフェリーチェ（早見沙織）
2016年11月期のテレビ放送時に使われたエンディング映像（後半で宇宙空間にステージが移動し、地球上の夜景がモフルンの形になっているバージョン）を縮小サイズで使用し、映像上では特別な変化が無いかわりに、映像終了後インストゥルメンタルで1コーラス流している状態で私服デザインコンテストの受賞作を発表している。この為、エンドロールは右側によせられて表示されている。エンドカードにはプリキュア達とモフルン、フレアドラゴン、ジュン、ケイ、メアリー、リズ、クマタ、子グマが描かれている。
テーマソング（短編エンディングテーマ / 長編挿入歌）「正しい魔法の使い方」
作詞 - 秋元康 / 作曲 - Akira Sunset / 編曲 - 重永亮介 / 歌 - 渡辺麻友（ソニー・ミュージックレコーズ）
映画サイズ版が公開時に配信リリースおよびサウンドトラックに収録。フルコーラス版は2017年12月20日発売の渡辺の1stソロアルバム『Best Regards!』および2018年10月31日発売の『プリキュア映画主題歌コレクション3』に収録されている。
エンディングバージョンは劇中の映像と共に映画公開時期のテレビシリーズ第38話から第39話のエンディングとしても使用された。
挿入歌「ふたつのねがい」
作詞・作曲 - 藤本記子（Nostalgic Orchestra） / 編曲 - 福富雅之（Nostalgic Orchestra） / 歌 - 朝日奈みらい（高橋李依）・モフルン（齋藤彩夏）
挿入歌「鮮烈!キュアモフルン」
作詞 - 東堂いづみ / 英訳詞 - スワベック・コバレフスキ / 作曲・編曲 - 高木洋 / 歌 - 五條真由美
挿入歌「キラメク誓い」
作詞 - 青木久美子 / 作曲・編曲 - 高木洋 / 歌 - キュアミラクル（高橋李依）・キュアマジカル（堀江由衣）・キュアフェリーチェ（早見沙織）・キュアモフルン（齋藤彩夏）

## 関連商品
- 音楽CD『「映画魔法つかいプリキュア!奇跡の変身!キュアモフルン!」挿入歌シングル「キラメク誓い」』（マーベラス/ソニー・ミュージックマーケティング、2016年10月12日発売、MJSS-09182[31][32]）
- 音楽CD『「映画魔法つかいプリキュア！」オリジナル・サウンドトラック』（マーベラス/ソニー・ミュージックマーケティング、2016年10月26日発売、MJSA-01198）
- DVD/BD『映画 魔法つかいプリキュア! 奇跡の変身!キュアモフルン!』（マーベラス/ポニーキャニオン、2017年3月1日発売）
  - DVD特装版（PCBX-51689）/DVD通常版（PCBX-51690）/Blu-ray特装版（PCXX-50119）
  - 日本語字幕付。通常版は名場面ブロマイド3枚セットを同梱。特装版はピクチャーレーベル仕様、映像特典としてノンテロップOP、短編ノンテロップED、完成披露試写会舞台挨拶＆記者会見ダイジェスト映像、初日舞台挨拶ダイジェスト映像、TVスポット&予告集、設定資料ライブラリー他を収録、スペシャルブックレットと特製キービジュアル&キャラクターブロマイド7枚セット、名場面ブロマイド8枚セットを同梱。
- この他、キュアモフルンに関してはバンダイからはプリコーデドールやキュアフレンズぬいぐるみ、「おしゃべり変身モフルン」用のキュアモフルンの衣装などが、エンスカイからはキュアモフルンやハートフルスタイルのカードスリーブが映画公開時期に発売されたほか、公開後には公式ショップ「プリティストア」で発売された、上北ふたごのイラストを用いた「つながる！プリキュアドリームアクリルチャーム」「上北ふたご オールスターズ缶バッジコレクション」にもキュアモフルンがラインナップされている。また、2019年6月に一迅社から発行された、オリジナルのキャラクターデザイナーである宮本絵美子の画集『宮本絵美子東映アニメーションプリキュアワークス』の文教堂書店・アニメガ購入特典として、宮本の描き下ろしによるキュアモフルンのイラストポストカードが付けられていた。

## プロモーション等

### イベント・キャンペーン
ローソン
2016年7月15日から8月22日までの期間、ローソン各店舗でスタンプラリーを実施。
東京地下鉄（東京メトロ）
2016年9月17日から10月30日までの期間、東京メトロの一部の駅でスタンプラリーを実施。
Twitter関連
本作品より映画公式Twitterアカウントの運用を開始。同アカウントをフォローした上で、一部を除く全国の映画館に飾られているモフルンのぬいぐるみと一緒に写真を撮影し、指定のハッシュタグをつけてTwitterに投稿すると、抽選でサイン入りポスターがプレゼントされるというキャンペーンも実施された。
また、映画公開に合わせてキービジュアルにくまモンを追加したコラボビジュアルを制作、さらにこのビジュアルをつけて映画の感想をTwitterに投稿するとプレゼントが当たるキャンペーンも展開する。
あべのハルカス
あべのハルカスの展望台「ハルカス300」では、映画公開とマスコットキャラのあべのべあ登場を記念して、コラボキャンペーンを実施する。

### トピックス
- テーマソングを歌う渡辺は、2016年10月10日に行われた「AKB48グループ ユニットシングル争奪じゃんけん大会in神戸ワールド記念ホール」にキュアミラクルのコスプレで出場、福士奈央（SKE48、当時）と勝負をかけるも初戦で敗戦した[40]。さらに同月12日に東京都江東区のヴィーナスフォート（現・イマーシブ・フォート東京）教会広場で行われた本作品のテーマソングお披露目イベントにて同楽曲を初披露するとともに、渡辺がテレビシリーズの10月23日放送分（第38話）で、ナシマホウ界でアイドルとして活躍する魔法つかいのマユ役でゲスト出演することが発表された[41][42]。
- テレビシリーズの10月23日・30日放送分（第38・39話）のエンディングでは、短編のエンディングダンスも放送された[1]。
- 『データカードダス プリキュア まほうのパーティー』では2016年10月13日稼働開始の第4弾「おばけかぼちゃパーティー」にキュアモフルンのカードが登場した（ゲーム内では未登場）[43]。
- T・ジョイ京都では公開日である10月29日午前0時の最速上映に加え、前日の28日に歴代20作品の中からネット投票で選ばれた『映画 ハートキャッチプリキュア! 花の都でファッションショー…ですか!?』『映画 ドキドキ!プリキュア』『映画 ハピネスチャージプリキュア!』の3作品をセレクション上映する「あなたが決める!プリキュア映画ベストセレクション+最新作ミラクル上映会 in T・ジョイ京都」を実施した[44][45]。また、この京都での上映を始め、11月5日にはT・ジョイリバーウォーク北九州で[46]、11月12日にはイオンシネマみなとみらいで[47]、コール＆レスポンス上映（応援上映）を開催した。

## 放送・配信
- YouTube「プリキュア公式YouTubeチャンネル」にて、2020年5月1日18:00から5月8日17:59の期間限定で、本作品並びに『キュアミラクルとモフルンの魔法レッスン!』の無料配信が行われた（『映画 Go!プリンセスプリキュア Go!Go!!豪華3本立て!!!』『映画 プリキュアオールスターズ みんなで歌う♪奇跡の魔法!』との同時配信）。
- 2025年1月より放送のテレビシリーズ第2期『魔法つかいプリキュア!!〜MIRAI DAYS〜』の開始を記念した特番が同年1月3日10時 - 11時55分にTOKYO MXで放送され、この番組の中で本作品を地上波初放送した。なお、同番組自体はTVerおよびYouTubeでの見逃し配信も実施されたが、本作品の配信は行われなかった[48]。